# Chaetonotus slackiae
Chaetonotus slackiae är en djurart som tillhör fylumet bukhårsdjur, och som beskrevs av Gosse 1864. Chaetonotus slackiae ingår i släktet Chaetonotus och familjen Chaetonotidae. Inga underarter finns listade i Catalogue of Life.